# Ґрей Ліда
Ґрейді (Ґрей) Ліда (англ. Grady (Gray) Lyda; 17 липня 1954 — 14 грудня 2015) — американський художник книг коміксів і письменник, найвідоміший завдяки серії подорожей у часі Tempus Fugit у журналі Стар річ (Star*Reach).

## Життєпис
Коли він був немовлям, Родина Ґрейді Ліди, який народився в Дейтоні, штат Огайо, переїхала до Сан-Дієго. Пізніше вони переїхали до Ньюпорт-Біч, штат Каліфорнія, де Ґрейді відвідував середню школу Ньюпорт-Гарбор. Його першу професійну ілюстрацію було опубліковано в квітневому номері журналу Гелексі сайнс фікшн 1975 року, а його перший комікс-розповідь «Поза космосом — поза часом» з'явився в номері Стар річ № 6 (жовтень 1976). Згодом з'явилася його серія Tempus Fugit у випусках Стар річ 11, 13, 14 і 15.
Під час і після публікації цих історій Ліда продовжувала працювати вільним художником у різних компаніях. З 1978 по 1981 рік він працював у Hi-Point Enterprises/Spirit Accessories, оптовій торгівлі модними аксесуарами в Голлівуді, створюючи рекламу, ілюстрації, каталоги та логотипи. Президент цієї компанії, Джеррі Гассон, створив сімейний розважальний центр Magic Pizza на бульварі Сепульведа в Манхеттен-Біч, штат Каліфорнія, оригінальний ресторан із середовищем на тему фентезі/магії. З 1982 по 1984 рік Ліда працював головним художником Magic Pizza під час розробки та будівництва ресторану, розробляючи його фірмовий стиль, а також рекламу, брошури, візитки, логотипи, внутрішні вивіски та плакати.
Ліда також став технічним ілюстратором і графічним дизайнером у оборонній/аерокосмічній галузі. У 1978 році він приєднався до компанії Mercury Consolidated, Inc., зайняв вакансію в Тастіні, штат Каліфорнія, де він став начальником відділу мистецтв і отримав секретний дозвіл у 1979 році. Там він підбирав і робив пропозиції на аутсорсинг роботи графічного дизайну від головних підрядників, таких як McDonnell Douglas, Lockheed, Hughes Aircraft, Rockwell International і Jet Propulsion Laboratory.
У 1993 році Ліда був прийнятий на роботу в Rockwell International Autonetics Electronic Systems Division в Анахаймі, де він працював у Центральному графічному відділі, створюючи посібники, пропозиції, оголошення, плакати, схеми, вуграфи, слайди та урядові пропозиції. Він був звільнений до придбання компанії Boeing у 1996 році.
Далі він працював у відділі творчих послуг виробника напівпровідників Conexant Systems Inc.(раніше Rockwell Semiconductor Systems), у відділенні Conexant, Jazz Semiconductor (нині TowerJazz), ливарному заводі пластин у Ньюпорт-Біч. Починаючи з липня 2009 року, він також працював актором на курорті Діснейленд в Анахаймі.